# Zygmunt Waschko
Zygmunt Antoni Waschko (ur. 10 sierpnia 1925 w Poznaniu, zm. 5 września 2006 tamże) – architekt modernistyczny związany przede wszystkim z Poznaniem, Ghaną i Libią.

## Kariera zawodowa
Urodził się w rodzinie Stanisława (1895–1984), profesora Wyższej Szkoły Ekonomicznej w Poznaniu, i Wandy z domu Dzomkow (1897–1976). Był młodszym bratem Romana (1921–2002), muzyka jazzowego.
Gimnazjum i liceum ukończył w Warszawie na tajnych kompletach w 1944. Absolwent Wydziału Architektury Szkole Inżynierskiej w Poznaniu i Politechniki Wrocławskiej (magisterskie). 
Pracował kolejno w:
- Wojskowa Służba Budowlana w Warszawie (1949–1953),
- Miastoprojekt Poznań (1953–1969, 1974–1979 i 1986–1990),
- Państwowe Biuro Projektowo-Inwestycyjne, Akra, Ghana (1969–1974),
- Biuro Projektowo-Inwestycyjne Służby Zdrowia w Trypolisie, Libia (1979–1985),
- jako emeryt prace zlecone, Poznań (1990–1998).

Był członkiem zarządu poznańskiego Oddziału SARP.

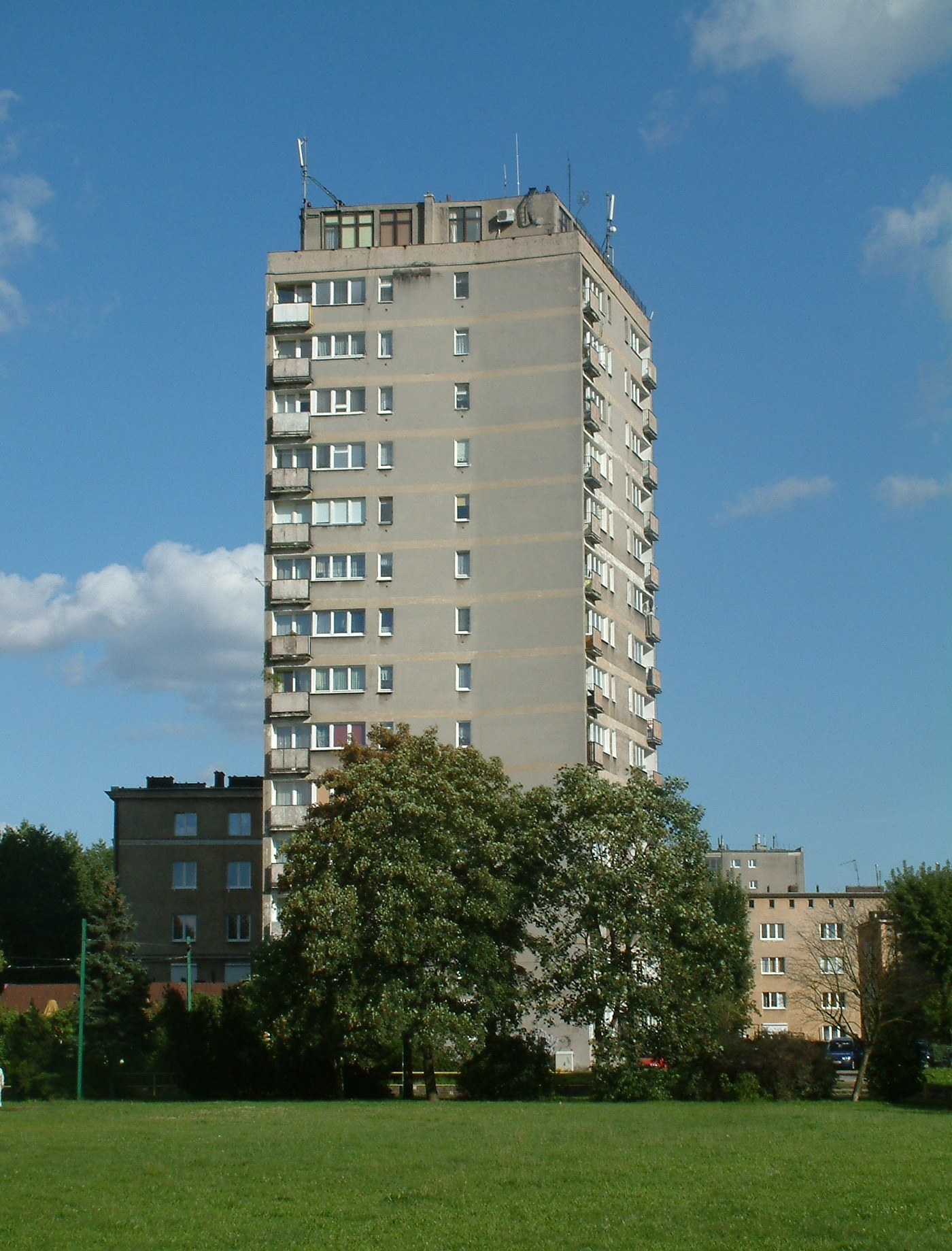
Plac Waryńskiego w Poznaniu – wieżowiec

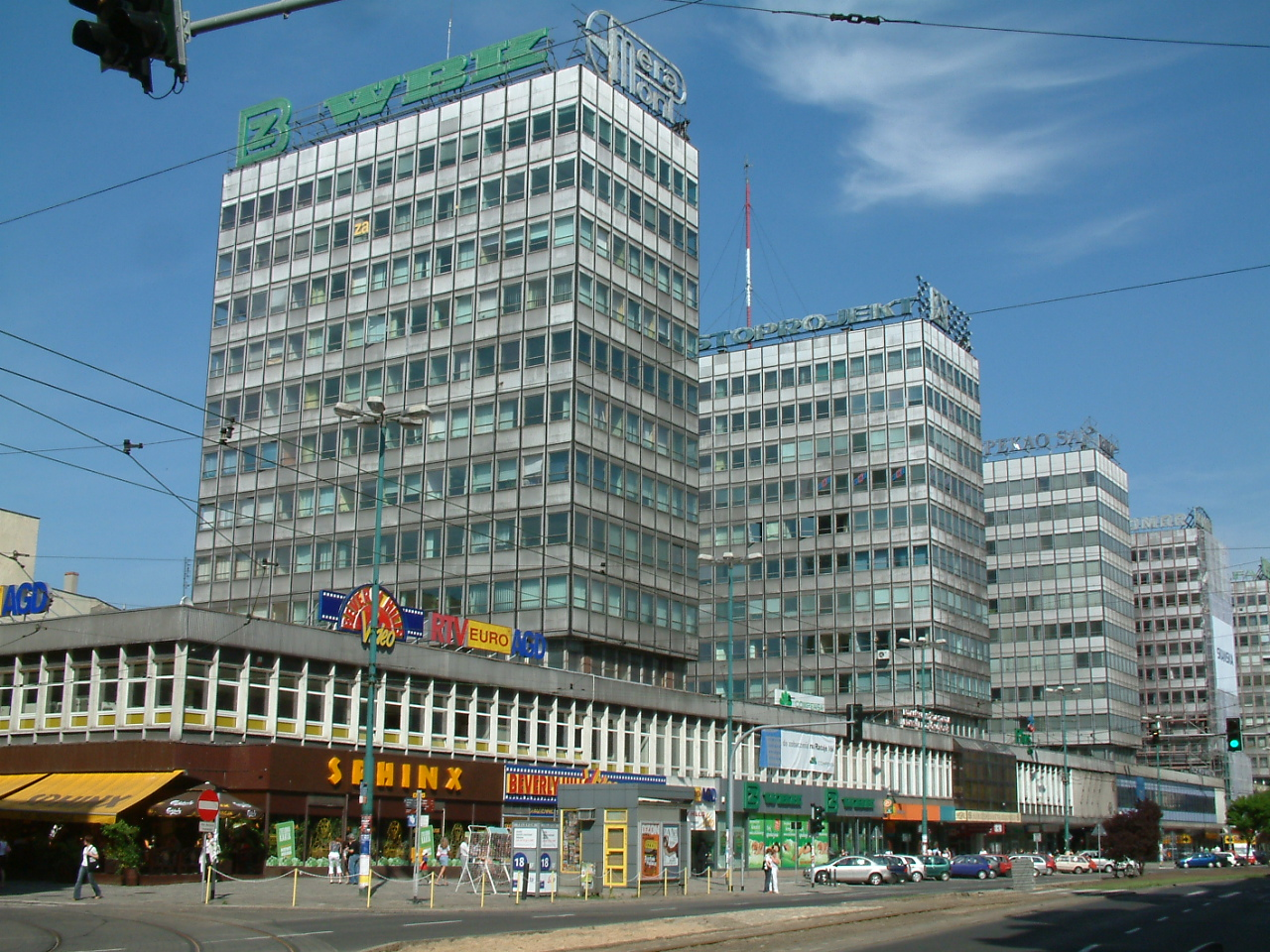
Domy Towarowe Alfa

## Dzieła w Poznaniu
- budynek administracyjny Zjednoczenia Przemysłu Papierniczego – ul. Taczaka,
- rozbudowa Muzeum Rzemiosł Artystycznych na Wzgórzu Przemysława (współtwórca),
- budynek mieszkalny dla pracowników HCP – ul. Prądzyńskiego/Wybickiego na Wildzie,
- budynek mieszkalny pocztowców – ul. Głogowska (współtwórca),
- wieżowiec na pl. Waryńskiego (współtwórca, m.in. z Janem Cieślińskim),
- Domy Towarowe Alfa (współtwórca, m.in. z Jerzym Liśniewiczem).

## Dzieła poza Poznaniem
- Szpital Miejski w Bydgoszczy (z zespołem),
- budynek usługowo-mieszkalny przy ul. Słodowej – Krotoszyn,
- szpital psychiatryczny w Akrze (Ghana), z E.Massalską,
- Centralna Biblioteka Uniwersytetu w Akrze,
- projekt zagospodarowania części Akry (dzielnica Makola, współautor),
- Międzynarodowe Targi w Akrze – stoiska i wnętrza,
- kino Regal w Akrze – modernizacja.

## Życie prywatne
Żonaty z architektem Marią Waschko, także związaną z Poznaniem. Miał z nią jedną córkę – Karinę. Ostatnie lata życia upłynęły małżeństwu na przezwyciężaniu trudnych chorób. Prochy architekta rozsypano na Cmentarzu Junikowskim 12 września 2006.